# Cerma cora
Cerma cora är en fjärilsart som beskrevs av Jacob Hübner 1827. Cerma cora ingår i släktet Cerma och familjen nattflyn. Inga underarter finns listade i Catalogue of Life.